# Angmering
Angmering är en ort och civil parish i Storbritannien.   Den ligger i grevskapet West Sussex och riksdelen England, i den södra delen av landet, 80 km söder om huvudstaden London. Angmering ligger 7 meter över havet och antalet invånare är 7 614.
Terrängen runt Angmering är platt. Havet är nära Angmering söderut. Närmaste större samhälle är Littlehampton, 4,5 km väster om Angmering.